# Памич, Абдон
Абдо́н Па́мич (итал. Abdon Pamich; род. 3 октября 1933, Риека) — итальянский легкоатлет (спортивная ходьба), чемпион и призёр чемпионатов Европы, чемпион и призёр летних Олимпийских игр, участник пяти Олимпиад, рекордсмен мира.

## Биография
На своей первой летней Олимпиаде 1956 года в Мельбурне Памич выступал в двух дисциплинах: ходьбе на 20 и 50 км. В первой он занял 11-е место, а во второй стал 4-м. На последующих играх Памич выступал только в ходьбе на 50 км. В 1960 году Памич установил мировой рекорд в ходьбе на 50 км — 4-03:02 с.
На следующих летних Олимпийских играх 1960 года в Риме Памич стал бронзовым призёром, уступив лишь олимпийскому чемпиону британцу Дону Томпсону (4-25:30,0 с) и серебряному призёру шведу Йону Юнгрену (4-25:47,0 с).
Летние Олимпийские игры 1964 года в Токио стали для Памича самыми успешными в его карьере: он стал олимпийским чемпионом, пройдя дистанцию за 4-11:12,4 с и опередив двух других призёров: британца Пола Нихилла (4-11:31,2 с) и шведа Ингвара Петтерссона (4-14:17,4 с).
На летней Олимпиаде 1968 года в Мехико Памич выступил неудачно — он сошёл с дистанции.
На летних Олимпийских играх 1972 года в Мюнхене был знаменосцем команды Италии. Эта Олимпиада также закончилась для Памича неудачно — он был дисквалифицирован.
Был награждён золотой медалью Итальянской олимпийской ассоциации.